# 小松健男
小松 健男（こまつ たけお、1929年8月12日 - 2022年1月28日）は、日本の経営者。ロイヤルホテル社長を務めた。長野県松本市出身。

## 来歴・人物
1954年に東京大学教養学部教養学科を卒業し、同年に住友銀行に入行。1978年6月に取締役に就任し、1981年6月に常務、1984年4月に専務を経て、1988年6月から1993年11月までにロイヤルホテル社長を務めた。1998年5月から2002年4月までに関西棋院理事長を務めた。
2022年1月28日、死去。92歳没。